# District de Pusa
Le district de Pusa (malais : Daerah Pusa) est un district administratif de l'État malaisien du Sarawak, qui fait partie de la Division de Betong. La capitale du district est dans la ville de Pusa.

### Liens connexes
- Districts de Malaisie